# Cocteau - Marais, un couple mythique
Pour plus de détails, voir Fiche technique et Distribution.
Cocteau - Marais, un couple mythique est un documentaire français sur la relation entre Jean Cocteau et Jean Marais, réalisé par Yves Riou et Philippe Pouchain, sorti en 2013. Il comprend notamment plusieurs interviews de Pierre Barillet. Le film est diffusé pour la première fois à la télévision, le 13 octobre 2013 sur la chaîne ARTE et il est projeté par la Cinémathèque Française, dans le cadre d'une rétrospective consacrée à Jean Cocteau, à partir du 1er octobre 2013.

## Argument

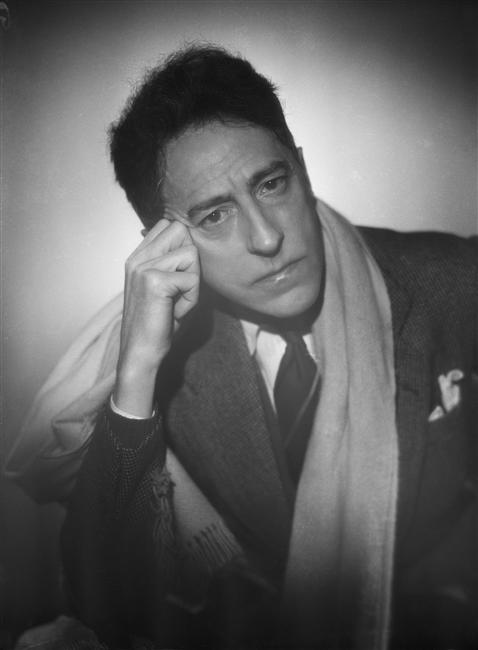
Jean Cocteau en 1945.

Paris 1937 - Jean Cocteau, qui symbolisait l’avant-garde littéraire et théâtrale, ami de Proust d’Anna de Noailles et de Colette, amant du boxeur Panama Al Brown et du jeune Raymond Radiguet mort à 20 ans, se retrouve au bord du gouffre. Âgé de 48 ans, maigre comme un fakir, et malgré une quarantaine de cures de désintoxication, Cocteau fume une trentaine de pipes d'opium par jour et encaisse les sarcasmes d’André Breton et de ses ex-amis surréalistes qui le jugent trop mondain et le traitent de "balai à crottes". Heureusement, Coco Chanel, l'amie, la bienfaitrice, le remet d'aplomb en lui proposant de l'aider financièrement à monter sa prochaine pièce de théâtre, Œdipe-Roi. Parmi les jeunes hommes qu'il auditionne, il est ébloui par un jeune débutant, Jean Marais, qui ressemble au profil d'éphèbe que Cocteau dessine sans cesse : « Je ne l'ai pas connu, je l'ai reconnu », dira-t-il plus tard. Il déclare sa flamme au jeune homme, qui y répond favorablement, avouant plus tard avoir menti pour obtenir le rôle.

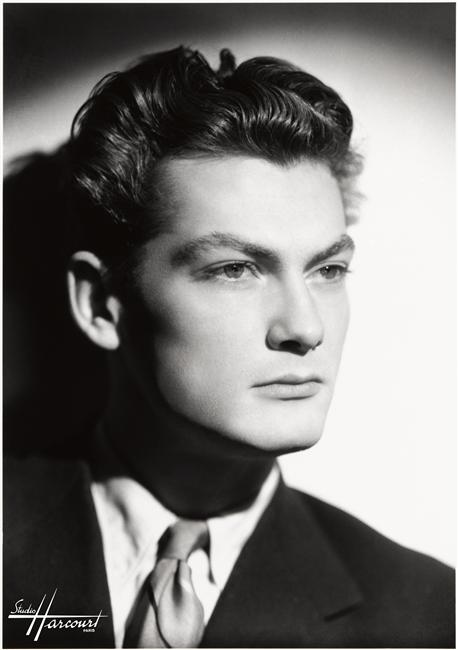
Jean Marais en 1942.

En 1939, Cocteau et Marais triomphent avec Les Parents terribles, une pièce sulfureuse sur les rapports incestueux entre une mère et son fils. Septembre 1939, la guerre éclate entre la France et l’Allemagne. Marais, mobilisé, rejoint le front. Mai 1940, l’Allemagne envahit la France, Cocteau se réfugie à Perpignan. Après l’Armistice du 22 juin 1940, le régiment de Marais s’étant volatilisé, le tandem Cocteau – Marais rentre à Paris, sous occupation allemande. Comme Sacha Guitry et bien d’autres, Cocteau décide de remonter sur les planches avec la reprise des Parents terribles pièce vite interdite car, selon le journal collaborationniste  Je suis partout, « Cocteau incarne la décadence qui a fait vaciller la France ».
En 1941, tandis que Cocteau prépare la mise en scène de sa nouvelle pièce La Machine à écrire, le critique Alain Laubreaux déclare qu’il va, dans le journal Je suis partout, éreinter une nouvelle fois Cocteau. Marais, acteur dans la pièce, lui répond qu’il n’a pas le droit de juger un mois avant la répétition générale de la pièce (créée le 29 avril 1941), ne connaissant pas son contenu et que s’il écrivait un article contre Cocteau, il lui « casserait la figure ». Laubreaux passa outre la menace et Marais tint sa promesse et le rossa. Résultat, la pièce est interdite par la censure allemande et le nom de Marais est inscrit sur une liste d’arrestation. Cocteau ayant connu, avec Picasso en 1929, le sculpteur allemand Arno Breker, devenu sculpteur officiel du Troisième Reich, a recours à lui pour sauver Marais. Par contre, Cocteau échoua dans sa tentative de sauver son ami Max Jacob, qu’il nommait « le clown de Dieu » parce que d’origine juive il s’était convertit au catholicisme. Interné à Drancy, Max Jacob meurt le 5 mars 1944 d’une pneumonie  sans que Cocteau, malgré ses démarches et ses relations équivoques, obtienne sa libération.
Par peur d’être trop influencé par son mentor, Marais décide de produire et de mettre en scène des pièces classiques comme Britannicus (en interprétant le rôle de Néron) et Andromaque. Marais est descendu en flammes par Philippe Henriot, secrétaire d’État à l’information et à la propagande du gouvernement de Vichy, qui déclare au micro de Radio-Paris que « les poses plastiques prises par l’acteur Marais dans Andromaque nuisent plus à la France que les bombes anglaises ». Cocteau, reconnu dans la foule, est passé à tabac par la milice de Doriot. Cocteau eut tort d’écrire la lettre « Je vous salue Breker » en hommage au grand artiste Arnaud Breker. Marais, pour laver les soupçons de collaboration qui pèsent sur Cocteau, envisage un moment le projet fou d’aller assassiner Hitler à Berlin.
En 1943, le succès gigantesque du film de Jean-Pierre Melville, L'Éternel Retour, avec un scénario de Cocteau, fait de l’acteur Marais l’icône sexuel pour toute une génération, recevant des milliers de lettres d’amour, de demandes en mariage.
À la Libération de la France, les comités d’épuration des artistes procèdent à des arrestations. Cocteau est convoqué devant un tribunal qui lui reproche notamment sa lettre ambiguë à Breker. « Ma seule politique, c’est l’amitié » déclare-t-il. Mais, soutenu par Aragon et Éluard, il n’est pas condamné. En 1947, avec le triomphe de La Belle et la Bête, c’est la 1re fois qu’on célèbre un couple d’homme avec autant d’enthousiasme. Durant les années d’après-guerre, la complicité artistique entre les deux hommes se poursuit le premier écrit pour le second qui joue pour le premier dans Ruy Blas, L’Aigle à deux têtes et Orphée. Marais qui a pris son envol promet une fidélité affective à Cocteau qui se retrouve presque seul dans la grande demeure de Milly-la-Forêt, avec Édouard Dermit engagé comme jardinier qui lui tient compagnie. Puis Marais poursuit son émancipation en devenant dans les années cinquante l’acteur préféré des français et dans les années soixante le héros des films de cape et d’épée avec son physique d’athlète et ses cascades périlleuses comme celle réalisée au Gala de l’Union des artistes en 1957.
Cocteau sut cultiver de réelles et sincères amitiés comme celle avec Picasso, qu’il connut dès 1915, disant de lui que « le génie lui jaillissait de partout comme d’une pomme d’arrosoir ».
Une autre grande amitié le lia à Alec et Francine Weisweiller dont il décorât de grandes fresques les murs blancs de la villa Santo Sospir, à la pointe de Saint-Jean-Cap-Ferrat. En 1955, c’est aux côtés de Jean Marais que Cocteau fit son entrée à l’Académie française.
En 1960, l'artiste tourne son dernier Le Testament d'Orphée avec le soutien financier de François Truffaut.
En 1963, victime d’une attaque cardiaque, il dit au médecin qui veut lui faire une transfusion sanguine : « On ne change pas le sang des poètes » et le 11 octobre 1963 il meurt dans sa demeure à Milly-la-Forêt le soir du jour du décès de sa grande amie Édith Piaf. Très ému à ses obsèques Jean Marais déclare : « Je lui dois tout » et durant les trente-cinq années qui suivirent, jusqu’à sa mort le 8 novembre 1998, « Marais ne cessa d’entretenir avec ferveur la flamme de Cocteau. Il sera le veuf, l’orphelin, l’inconsolable admirateur du poète brillant comme une larme qui avait fait graver sur sa tombe : Je reste avec vous ».

## Fiche technique
- Titre original : Cocteau - Marais, un couple mythique
- Réalisation : Yves Riou et Philippe Pouchain
- Montage : Susana Kourjian, assistée de Nobuo Coste et Fabienne Pacher
- Image : Jean-Marc Bouzou
- Son : Yolande Decarsin
- Documentaliste : Véronique Lambert de Guise
- Étalonnage : Rémi Berge
- Techniciens vidéo : Vincent Legrain et Stéphanie Boring
- Mixage : Léo Fourastié
- Musiques : Parigo musique
- Producteurs : Fabienne Servan-Schreiber et Laurence Miller
- Assistant de production : Thibaut Luque
- Sociétés de production et distribution : ARTE GEIE – Cinétévé -  INA (Institut National de l’Audiovisuel) –– Arts Talents
- Participation : TV5 Monde – RTS – Radio Télévision Suisse - CNC
- Pays d'origine :  France
- Langue originale : français
- Durée : 56 minutes
- Format : vidéo, couleur - noir et blanc
- Date de sortie : France - 2013

## Personnalités interviewées
- Jean Cocteau
- Jean Marais
- Pierre Barillet, auteur de théâtre
- Carole Weisweiller, auteure d’une biographie de Jean Marais1

## Archives télévisuelles
- Gros Plan - Jean Cocteau en 1960 de Pierre Cardinal
- Portrait souvenir de Jean Cocteau en 1964 de Paul Seban et Roger Stéphane
- Discorama de Raoul Sangla interview par Denise Glaser de Jean Marais en 1965
- Cinéma, Cinémas de Raoul Sangla – Jean Marais 1988
- Le Divan  d’Henry Chapier : Jean Marais le 9 juillet 1988
- Extraits d’actualité :  Gala de l’Union des artistes en 1957

## Autour du film
Entre Jean Marais, l’acteur le plus populaire de l’après-guerre et Jean Cocteau, l’auteur le plus éclectique du XXe siècle, s’est noué une relation unique de 1937 à 1963 entre l’art d’aimer et l’amour de l’art.
Le film sort à l'occasion du cinquantième anniversaire de la mort de Jean Cocteau.